# پناهگاه صخره‌ای سرگرته
پناهگاه صخره‌ای سرگرته مربوط به دوران پارینه‌سنگی جدید است و در شهرستان پل‌دختر، بخش معمولان، دهستان افرینه، روستای پل یاور واقع شده و این اثر در تاریخ ۱۵ دی ۱۳۸۷ با شمارهٔ ثبت ۲۴۲۵۰ به‌عنوان یکی از آثار ملی ایران به ثبت رسیده‌است.